# Mühlenau (Pinnau)
El Mühlenau és un afluent del Pinnau que neix al nucli Syltkuhlen de Norderstedt a l'estat de Slesvig-Holstein (Alemanya) i desemboca al Pinnau al municipi de Pinneberg. A més, passa pels municipis de Hasloh, Bönningstedt, Ellerbek i Rellingen. Aquest darrer explica els noms alternatius del riu: Rellau o Rellingbe(c)k.

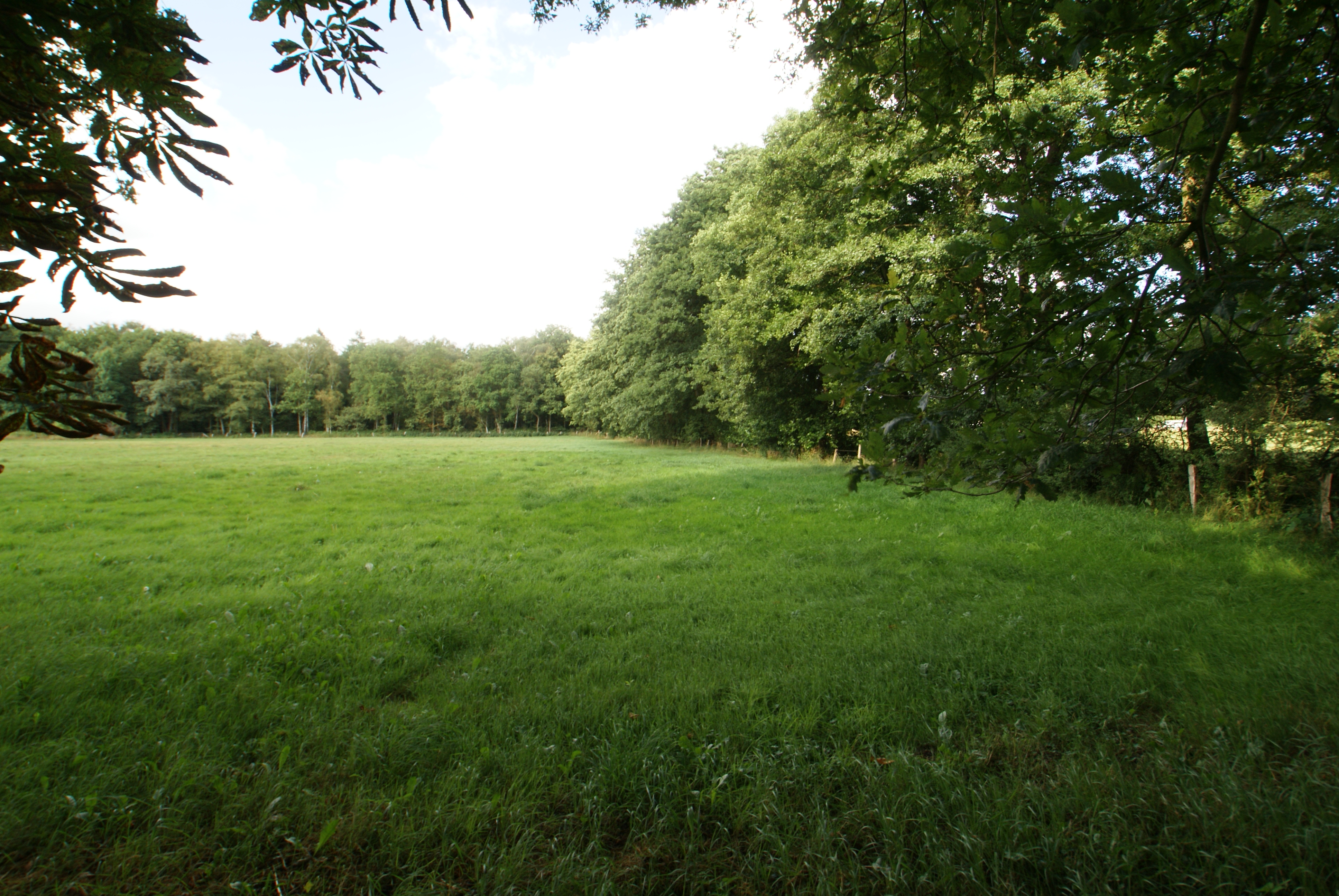
La vall del Mühlenau, a uns centenars del metres de la seva font

La península a la seva confluència amb el Pinnau, va ser el nucli del municipi de Pinneberg, al segle xiii, per la fortalesa, construïda pels comtes de Schauenburg, que van transformar-la en castell en estil renaixement el 1472, annexat després pels danesos i cremat durant la guerra dels suecs contra els danesos i els polonesos el 1720. Al nucli Burgwedel a Hamburg a un centenar de metres fa de frontera d'estats entre Hamburg i Slesvig-Holstein.
A Rellingen, una dissensió política va parar els plans de crear un sender per passejants i ciclistes.
Des de l'inici del segle xxi, la urbanització a Stellingen, un nucli d'Hamburg i de Norderstedt, en impermeabilitzar massa el terra, hauria augmentat el nombre d'inundacions de les cases avall, sobretot al seu marge a Ellerbek, encara que el comitè de gestió del riu va retreure al municipi d'haver autoritzat construccions en zones ineptes. L'estat de Slesvig-Holstein va llistar el riu al sistema de connexió de biòtops. Per acomplir aquest objectiu, el comitè de gestió del riu va proposar una interdicció de construcció (2001) i una banda de deu metres als marges (2003) per permetre una renaturalització.
Quant al seu nom, és un dels múltiples rius dels quals el nom es compon d'un prefix que significa molí (Mühle) i d'un sufix rierol (Au), com a Mühlenbach o Molenbeek.

## Afluents
- Moorbek
- Moorgraben
- Beck, Bek o Beek
- Rugenwedelsau
- Düpenau
  - Ballerbek
  - Grenzgraben
  - Holtbarggraben

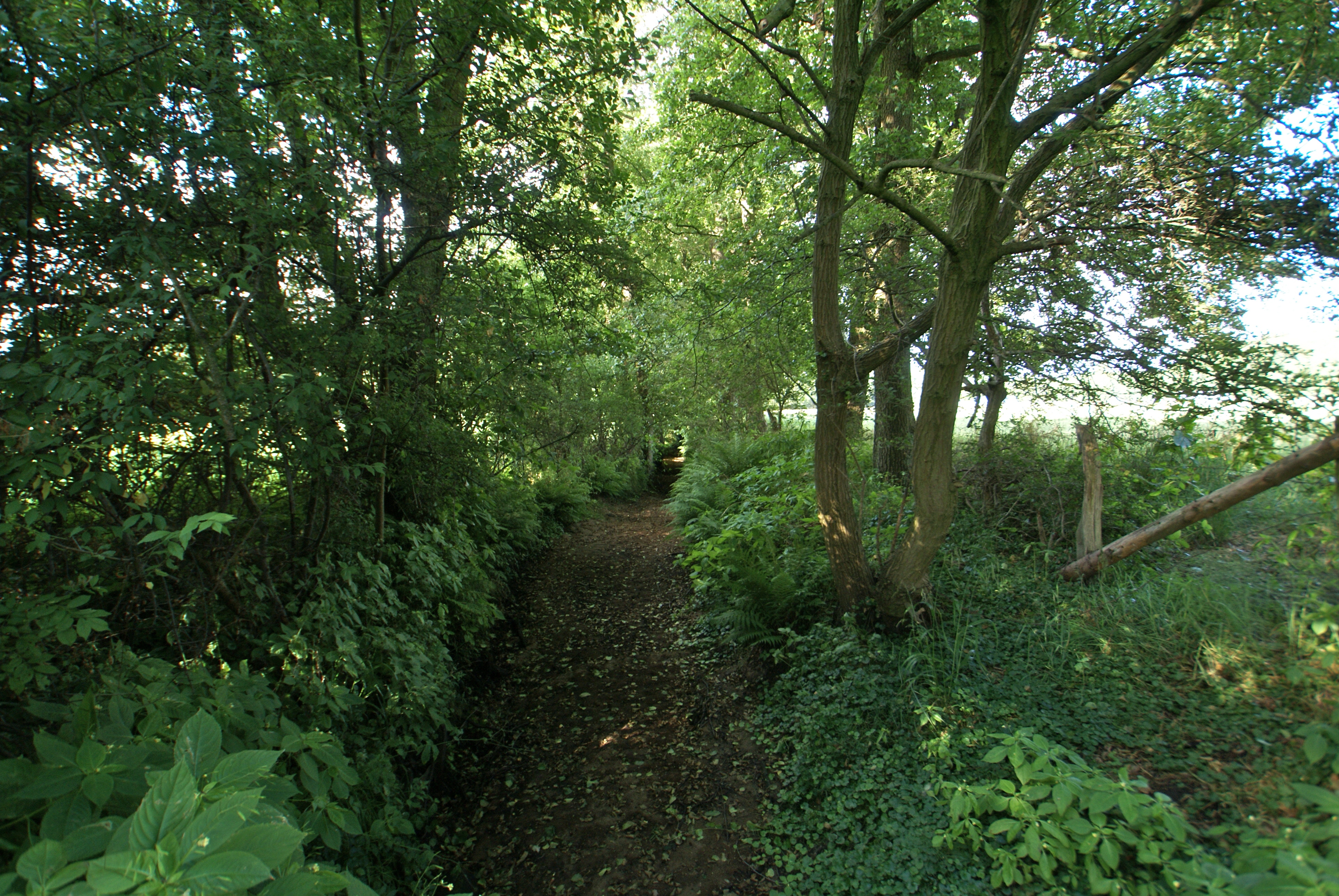
Prop de la font a Hasloh
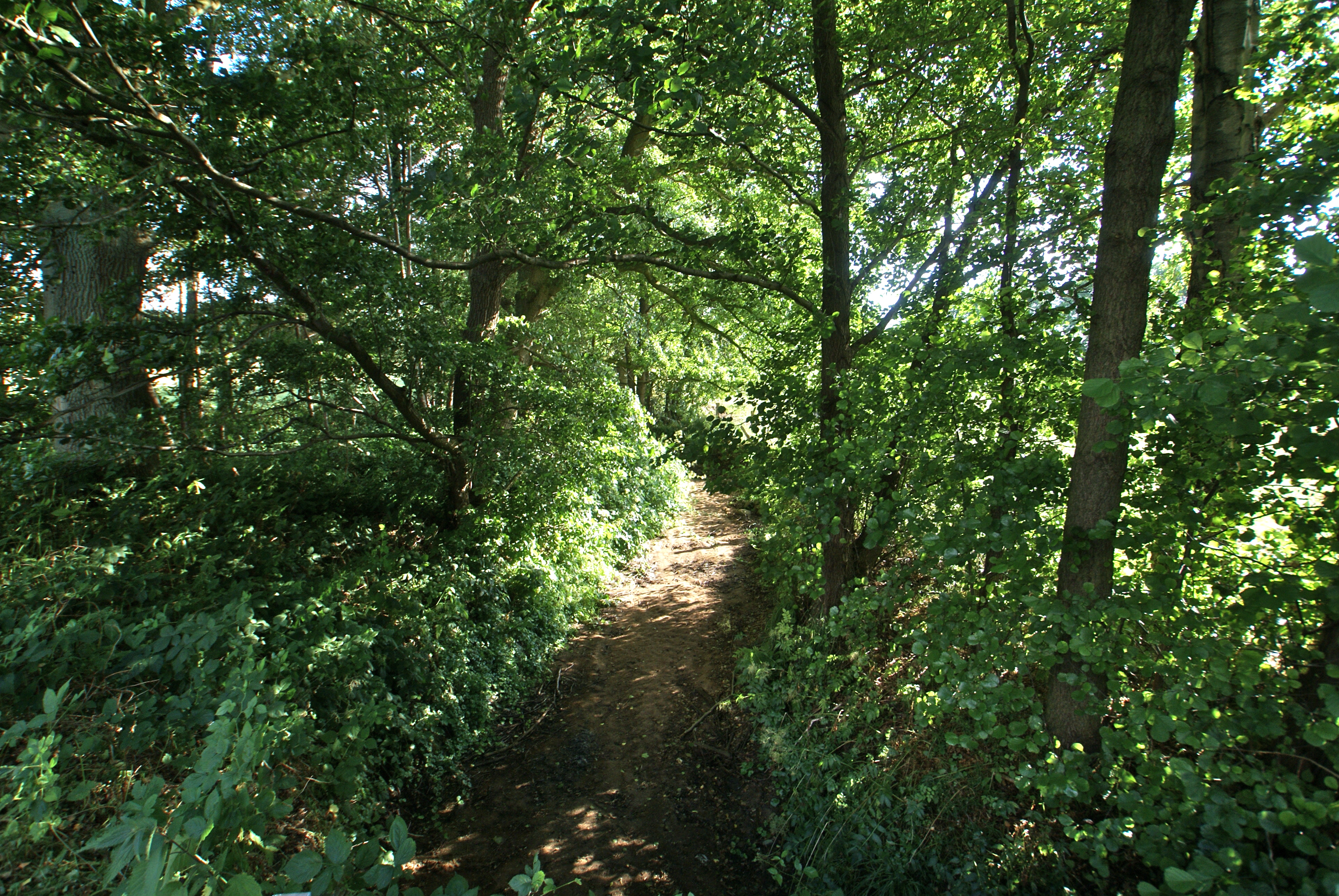
Al carrer Garstedter Strasse a Hasloh
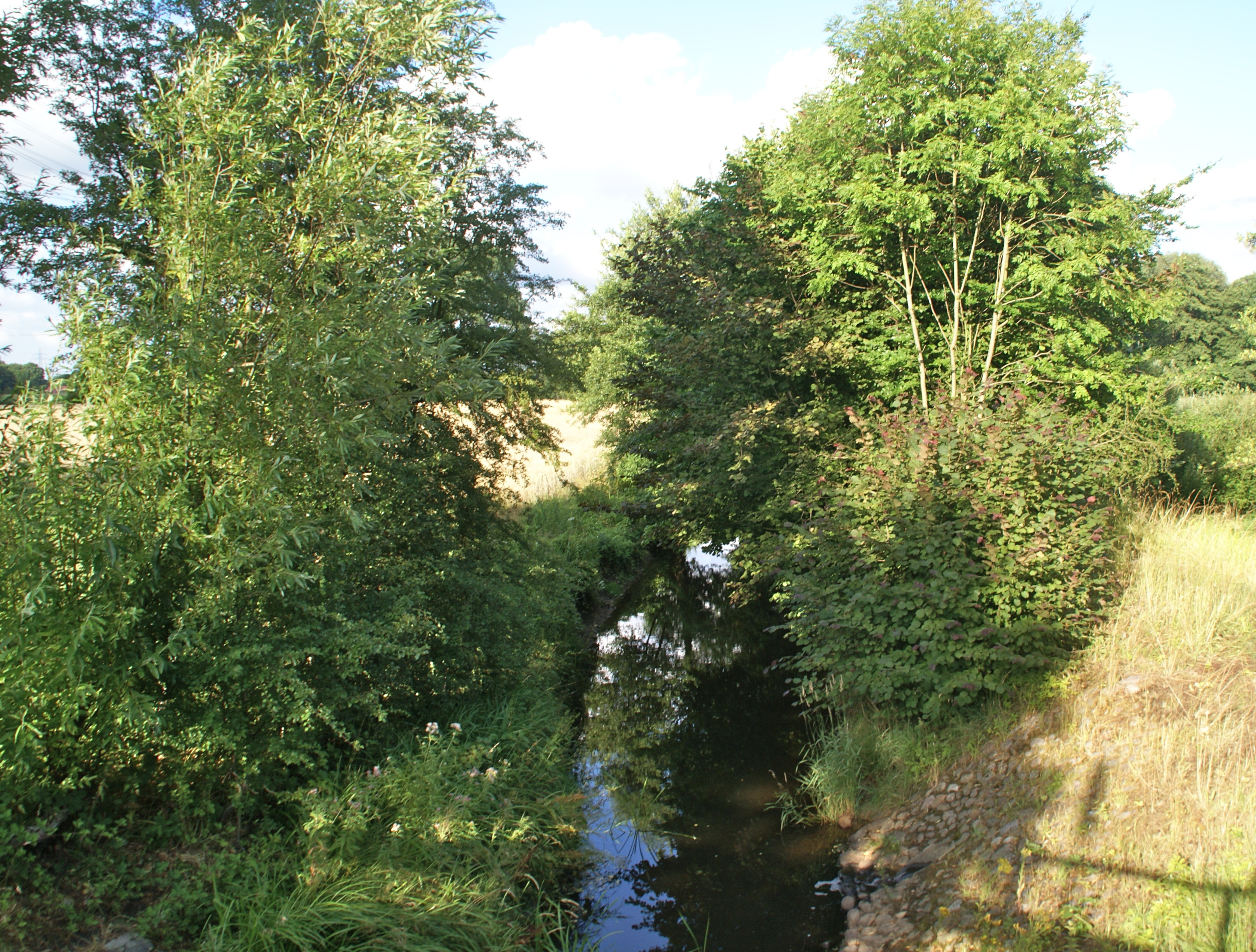
A Burgwedel a la frontera entre Hamburg i Slesvig-Holstein
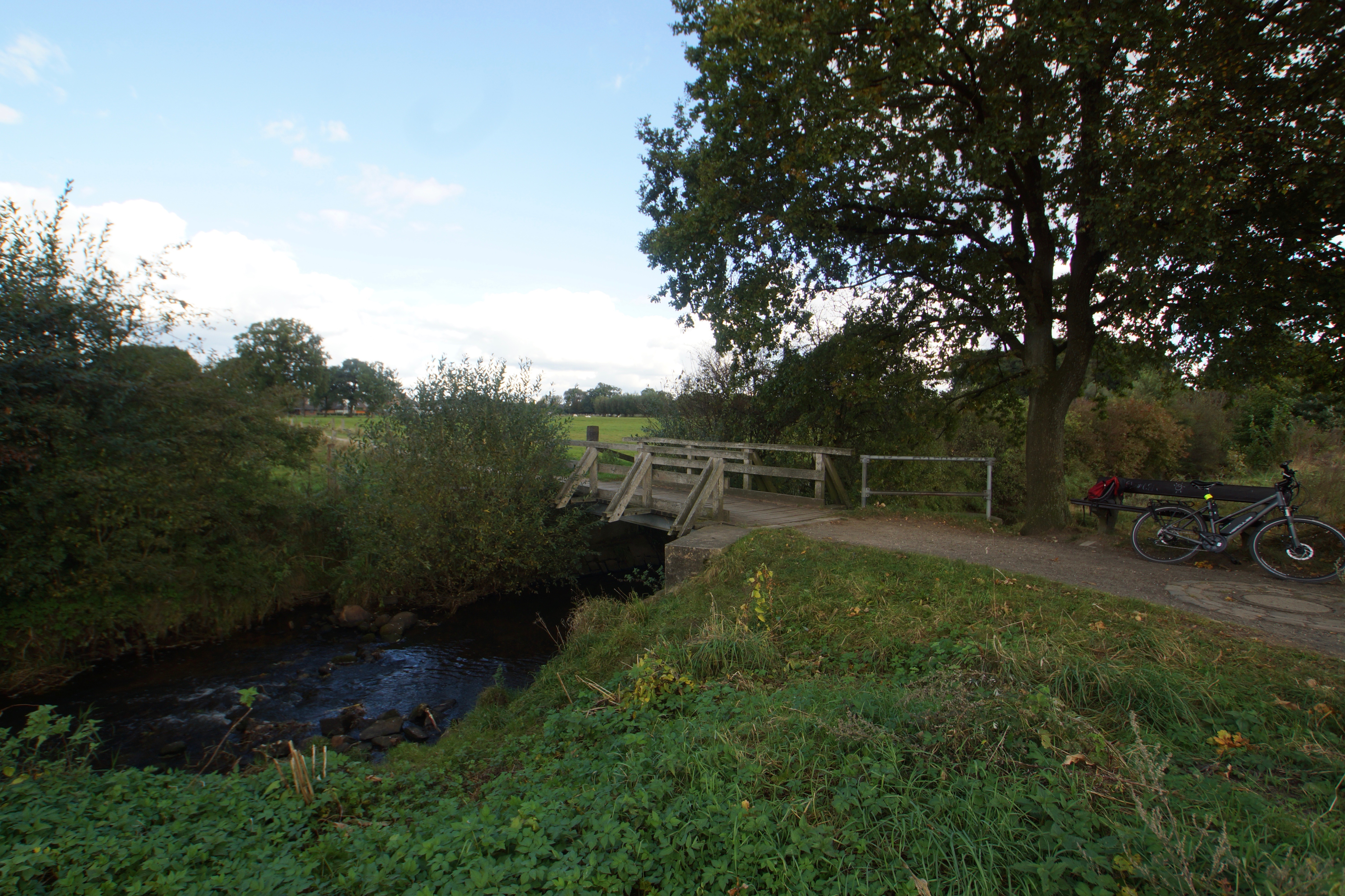
Pont per a vianants lents entre Ellerbek i Rellingen
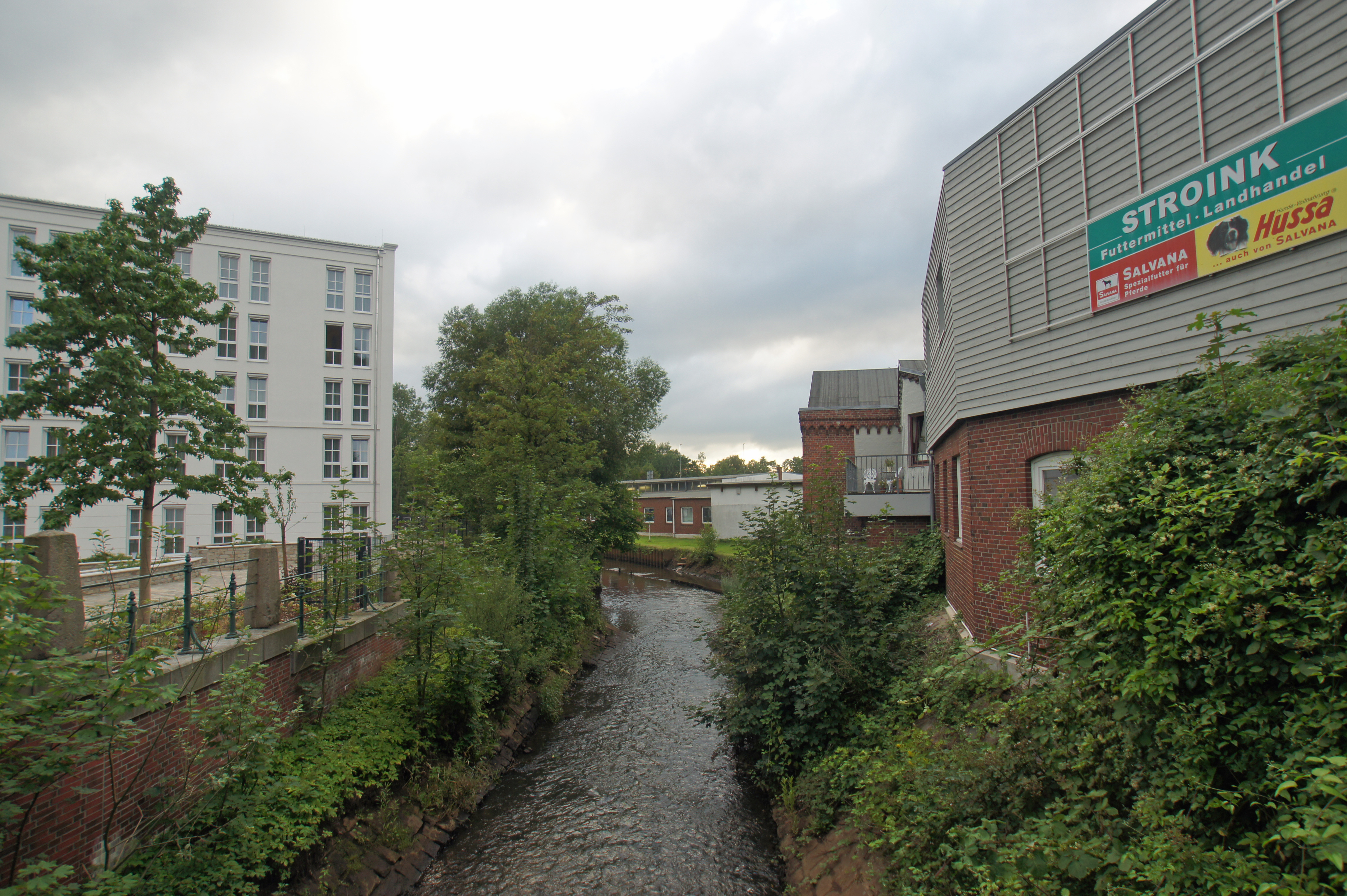
Al centre de Pinneberg, a 1200 m de la desembocadura al Pinnau